# Punctelia diffractaica
Punctelia diffractaica är en lavart som beskrevs av Kurok. Punctelia diffractaica ingår i släktet Punctelia och familjen Parmeliaceae.   Inga underarter finns listade i Catalogue of Life.